# 意識形態的崇高客體
《意識形態的崇高客體》（The Sublime Object of Ideology），斯洛維尼亞社會學家與哲學家斯拉沃熱·齊澤克於1989年的首本著作，以英文寫成。主要內容是闡述馬克思的商品概念、路易·皮埃爾·阿爾都塞的質詢（Interpellation）概念與雅各·拉岡的分裂主體（divided subjects）的概念。